# Amyema artensis
Amyema artensis är en tvåhjärtbladig växtart som först beskrevs av Montrouzier, och fick sitt nu gällande namn av Danser. Amyema artensis ingår i släktet Amyema och familjen Loranthaceae. Inga underarter finns listade i Catalogue of Life.